# 小林保雄
小林 保雄（こばやし やすお、1936年9月20日 - ）は、日本の合気道家。合気会八段。

## 来歴
- 1936年9月20日　東京都千代田区九段に生まれる。
- 1954年4月、明治大学への入学と同時に合気会本部道場に入門。同大学の合気道部を創設。
- 1958年頃から本部道場指導員となる。
- 1965年から1967年に掛けての二年間学習院大学で指導に当たる。当時の教え子の中に、後に合気会本部道場師範となる遠藤征四郎がいた。
- 1969年4月、小平市の自宅に小林道場を開設。
- 1972年11月本部道場指導部師範を辞任、以降支部道場での稽古・指導者の指導に専念し、現在に至る。
- 2005年1月15日　日本武道協議会より優秀な師範を多数育成し、合気道の普及、発展に貢献した功績により武道功労賞受賞。
- 2015年4月11日　長年に亘るハンガリーでの合気道発展に対する功績により、ハンガリー政府より国家功労賞受賞。

## エピソード
- 大学4年の時に会社の面接を受ける予定があったがそれを忘れて稽古に行き、就職先を斡旋する明治大学の担当者を怒らせて「今後一切就職先を紹介しない」と言われてしまう。結局就職できないまま本部道場の稽古に通っていたところ、植芝吉祥丸道主（当時）からカバン持ちをするよう言われてますます合気道家としての活動に専念するようになり、いつのまにか本部道場の指導者として扱われるようになった。
- 自身の道場を開設したのは、当時安保闘争で大学が封鎖され、指導していた合気道部員が自堕落な生活を送っていたことに心を痛め、自宅の駐車場に道場を建てて学生への指導を行なったのが始まりだった。現在では関東地方を中心に多くの支部道場を有し、門下生から師範にまでなった者も少なくない。